# Município de Franklin (condado de Warren, Ohio)
Localização do Ohio nos E.U.A.
O município de Franklin (em inglês: Franklin Township) é um município localizado no condado de Warren no estado estadounidense de Ohio. No ano de 2010 tinha uma população de 30 312 habitantes e uma densidade populacional de 350,07 pessoas por km².

## Geografia
O município de Franklin encontra-se localizado nas coordenadas 39° 32′ 30″ N, 84° 18′ 15″ O. Segundo a Departamento do Censo dos Estados Unidos, o município tem uma superfície total de 86.59 km², da qual 85,16 km² correspondem a terra firme e (1,65 %) 1,43 km² é água.

## Demografia
Segundo o censo de 2010, tinha 30 312 pessoas residindo no município de Franklin. A densidade populacional era de 350,07 hab./km². Dos 30 312 habitantes, o município de Franklin estava composto pelo 95,95 % brancos, o 1,63 % eram afroamericanos, o 0,18 % eram amerindios, o 0,52 % eram asiáticos, o 0,37 % eram de outras raças e o 1,34 % eram de uma mistura de raças. Do total da população o 1,38 % eram hispanos ou latinos de qualquer raça.